# Laboratoř (album)
Laboratoř je konceptuální album skupiny Olympic z roku 1984. Jde o osmé řadové album skupiny a o poslední část trilogie, která volně navazuje na alba Prázdniny na Zemi z roku 1980 a Ulice z roku 1981. Autorem hudby a aranžmá je Petr Janda, texty napsal Zdeněk Rytíř. Texty se zabývají technickým pokrokem v budoucnosti a jeho vlivem na život lidí. Hudebně se tu mísí Jandovo rockové písničkářství s vlivy nové vlny, v rámci koncepčního charakteru alba se tu (na rozdíl od předchozích dvou dílů) žádná hudební myšlenka neobjevuje ve více písních, neexistuje ani ústřední motiv, který by album zahajoval a uzavíral. Jde spíše o cyklus písní, které volně spojují tematické texty.

## Písně

### Strana A
1. "Laboratoř"
2. "Pohlazení jako láska"
3. "Kartotéka"
4. "Noční služba"
5. "Roboti už jdou"

### Strana B
1. "Kyvadlo času"
2. "Co s tím?"
3. "Podivín"
4. "Hodná holka"
5. "Neučte roboty"

### Bonusy
1. Láska Trojdenní
2. Ten Den
3. Už Je Po...
4. Jen Jedenkrát
5. Volný Pád
6. Je To Tvá Vina
7. Laboratoř (2006)
8. Kartotéka (2006)
9. Neučte Roboty (2006)
10. Johnny B. Goode
11. Roll Over Beethoven

## Obsazení
Olympic
- Petr Janda – elektrické a akustické kytary, zpěv
- Miroslav Berka – klávesové nástroje
- Milan Broum – basová kytara, vokály
- Petr Hejduk – bicí nástroje, vokály

hosté
- Bambini di Praga – sbor (ve skladbě "Podivín")
- Bohumil Kulínský ml. – sbormistr (ve skladbě "Podivín")

## Zajímavost
Album má svou anglickojazyčnou verzi. „Laboratory“ (vyšlo v roce 1984). Na stejnou hudbu byly anglicky otextovány všechny písně.